# شومبرگ (کالف)
شومبرگ (به آلمانی: Schömberg) یک شهر در آلمان است که در کالو (ناحیه) واقع شده‌است.